# Vorderlainsach
Vorderlainsach ist eine Ortschaft und eine Katastralgemeinde in der Marktgemeinde Sankt Michael in Obersteiermark im Bezirk Leoben, Steiermark.
Die Ortschaft befindet sich in einem südlichen Seitental des Murtals westlich von Leoben. Am 1. Jänner 2024 zählte die Ortschaft 140 Einwohner.